# Седжвік (Мен)
Седжвік (англ. Sedgwick) — місто (англ. town) в США, в окрузі Генкок штату Мен. Населення — 1202 особи (2020).

## Демографія
Згідно з переписом 2010 року, у місті мешкало 1196 осіб у 529 домогосподарствах у складі 344 родин. Було 800 помешкань
Расовий склад населення:
| - 98,4 % — білих - 0,5 % — азіатів - 0,3 % — чорних або афроамериканців - 0,2 % — корінних американців |

До двох чи більше рас належало 0,3 %. Частка іспаномовних становила 1,8 % від усіх жителів.
За віковим діапазоном населення розподілялося таким чином: 20,2 % — особи молодші 18 років, 60,7 % — особи у віці 18—64 років, 19,1 % — особи у віці 65 років та старші. Медіана віку мешканця становила 45,9 року. На 100 осіб жіночої статі у місті припадало 98,3 чоловіків;  на 100 жінок у віці від 18 років та старших — 98,5 чоловіків також старших 18 років.
Середній дохід на одне домашнє господарство  становив 66 925 доларів США (медіана — 45 278), а середній дохід на одну сім'ю — 84 395 доларів (медіана — 71 250). Медіана доходів становила 41 141 долар для чоловіків та 36 250 доларів для жінок. За межею бідності перебувало 9,2 % осіб, у тому числі 7,0 % дітей у віці до 18 років та 4,0 % осіб у віці 65 років та старших.
Цивільне працевлаштоване населення становило 562 особи. Основні галузі зайнятості: освіта, охорона здоров'я та соціальна допомога — 25,4 %, будівництво — 14,9 %, мистецтво, розваги та відпочинок — 11,2 %, сільське господарство, лісництво, риболовля — 8,9 %.